# Aleksander Szełomow
Aleksander Szełomow (ur. 7 kwietnia 1949 w Szczecinie, zm. 29 marca 2020 w Olsztynie) – polski duchowny prawosławny, proboszcz parafii prawosławnych, dziekan Marynarki Wojennej.

## Życiorys
Syn Mikołaja i Anny. Kształcił się w prawosławnym seminarium duchownym oraz w Chrześcijańskiej Akademii Teologicznej w Warszawie. Odbył podyplomowe studia z zakresu dowodzenia w Akademii Marynarki Wojennej. W 2012 na Uniwersytecie Warmińsko-Mazurskim obronił pracę doktorską zatytułowaną Duszpasterstwo prawosławne Marynarki Wojennej Rzeczypospolitej Polskiej w latach 1995–2012.
26 maja 1971 przyjął święcenia diakońskie, a dzień później – kapłańskie (z rąk biskupa białostockiego i gdańskiego Nikanora). W latach 1971–1982 był proboszczem parafii w Mrągowie i Wojnowie, zajmował się także parafią w Orzyszu. W 1982 objął stanowisko proboszcza parafii Opieki Matki Bożej w Olsztynie oraz dziekana dekanatu olsztyńskiego Polskiego Autokefalicznego Kościoła Prawosławnego. W latach 80. pracował też w parafiach w Lidzbarku Warmińskim, Górowie Iławeckim oraz Gdańsku. W 1999 został nagrodzony mitrą. W 2017 dekretem arcybiskupa Jakuba został (na własną prośbę) zwolniony z pełnionych funkcji, po czym objął stanowisko rezydenta w olsztyńskiej parafii prawosławnej.
Przez piętnaście lat (1994–2009) był prawosławnym dziekanem Marynarki Wojennej (w stan spoczynku odszedł w stopniu komandora). W 2010 został dziekanem środowiska kombatantów, byłych więźniów politycznych, byłych żołnierzy zawodowych oraz oficerów rezerwy Wojska Polskiego.
Zmarł 29 marca 2020. Pochowany na cmentarzu prawosławnym w Warszawie.

## Odznaczenia i wyróżnienia
W 2011 prezydent Bronisław Komorowski, za wybitne zasługi w pracy duszpasterskiej, za osiągnięcia w działalności na rzecz społeczności lokalnej, odznaczył go Krzyżem Komandorskim Orderu Odrodzenia Polski. W 2001 prezydent Aleksander Kwaśniewski, za wybitne zasługi w umacnianiu suwerenności i obronności kraju, nadał mu Krzyż Kawalerski tego orderu. W 1996 otrzymał Złoty Krzyż Zasługi. W 2008 za współpracę ze Związkiem Sybiraków wyróżniony Medalem „Pro Memoria”.